# Spherillo politus
Spherillo politus är en kräftdjursart som beskrevs av Karl Wilhelm Verhoeff1926. Spherillo politus ingår i släktet Spherillo och familjen Armadillidae. Inga underarter finns listade i Catalogue of Life.